# 中车太原机车车辆
中车太原机车车辆有限公司（英語：CRRC Taiyuan Co.,Ltd.）是中国中车的全资子公司之一，位于中国山西省太原市，主营业务包括电力机车检修、货车新造与检修、工程作业车制造三大领域。
太原轨道交通装备公司前身为山西机器局，始创于1898年，曾经是中国国内规模最大的兵工厂。1934年分拆並改称西北机车厂，1949年后改称太原铁路工厂。
在2006年尾，本公司曾承接早期型韶山9型電力機車（不包括2004年被撞毀報廢的SS9 0004機車）及部分韶山8型電力機車非原廠大修工作，並於2007年初完成。
2018年5月，中国中车宣布实施货车业务重组，成立中车长江集团，由此中车太原机车车辆成为中车长江集团的全资子公司。

## 参看
- 阎锡山
- 同蒲铁路
- 山西北方风雷工业集团
- 太原钢铁集团